# Mira Craig
Mira Craig (Oslo, 31 luglio 1982) è una cantante norvegese, di origine afroamericana da parte del padre.

## Discografia

### Album
- 2006 - Mira Mira
- 2007 - Tribal Dreams
- 2009 - Ghetto Fairytale

### Singoli
- 2005 - Boogeyman
- 2005 - Headhunted
- 2006 - Who Make Yuh
- 2007 - Leo
- 2007 - Fatty Girl
- 2009 - I'm the One
- 2010 - I'll Take You High
- 2012 - Aces High

### Partecipazioni e collaborazioni
- 2005 - Bigg Snoop Dogg Presents... Welcome to tha Chuuuch: Da Album
- 2008 - Hold On Be Strong (Maria Haukaas Storeng) - canzone in gara all'Eurovision Song Contest 2008 di cui Mira Craig è autrice